# اسما اسد
اسما اسد (زادهٔ ۱۱ اوت ۱۹۷۵)، بانوی اول سابق سوریه و همسر بشار اسد، رئیس‌جمهور سابق سوریه است. او زادهٔ بریتانیا و دانش‌آموختهٔ رشتهٔ علوم کامپیوتر از کینگز کالج لندن است.

## آغاز زندگی
اسما در خانواده‌ای سنی‌مذهب اهل حُمص در لندن زاده شد. پدرش فواز الاخرس پزشک متخصص قلب و مادرش از کارمندان عالی‌رتبهٔ سفارت سوریه در لندن بود. او در خانواده‌ای مرفه بزرگ شد و در در دانشگاه کینگز کالج در رشتهٔ کامپیوتر و نیز سرمایه‌گذاری بانکی با تخصص سرمایه‌گذاری در داروهای زیست‌فناوری دارویی و بانکداری بین‌المللی تحصیل کرد و به عنوان نمایندهٔ دویچه بانک در لندن و سپس در شرکت جی‌پی مورگان چیس مشغول به کار شد.

## ازدواج
اسما و بشار اسد در لندن با هم آشنا شدند. پدر اسما به بشار کمک کرد که در رشتهٔ چشم‌پزشکی ادامه تحصیل دهد. در آن‌زمان هیچ‌کس گمان نمی‌کرد که روزی بشار به قدرت برسد و در سوریه می‌گفتند «این فرزند خاندان اسد توان آن را ندارد که در حکومت نقشی داشته باشد». اما هنگامیکه بشار در حال ادامهٔ تحصیل در لندن بود برادر بزرگش باسل اسد در تصادف خودرو در سال ۱۹۹۴ کشته شد. به گفتهٔ مخالفان خانوادهٔ اسد، باسل توسط عموهایش ماهر و رفعت که رقیب حافظ اسد بودند به قتل رسید و در نهایت بشار قدرت را به‌دست گرفت.
در سال ۱۹۹۶ آشنایی اسما و بشار جدی‌تر شد. اسما که مرتب از محل کارش غیبت می‌کرد در نهایت استعفا داد و در ۱۷ ژوئیهٔ ۲۰۰۰ به حافظ اسد معرفی شد و آنها در همان سال ازدواج کردند. اما اعلام رسمی این ازدواج در ژانویهٔ ۲۰۰۱ صورت گرفت و هیچ عکسی از مراسم در روزنامه‌ها به چاپ نرسید. آن‌ها صاحب سه فرزند حافظ (۲۰۰۱)، زین (۲۰۰۳) و کریم (۲۰۰۴) هستند. گفته می‌شود هدف بشار از ازدواج با اسما ارائه چهره‌ای نو و مدرن از سوریه بود. همچنین این ازدواج فرصتی برای پیوند منافع اکثریت سنی سوریه (که اسما به آن تعلق داشت) و علوی‌های سوریه (تبار بشار اسد) بود. اما ایفای نقش اسما به عنوان بانوی اول، موجب تنش در خانواده اسد به ویژه با بشری خواهر رئیس‌جمهور و انیسه مادر بشار اسد شد که اهمیت زیادی به روابط عمومی نمی‌دادند.

## جنگ داخلی سوریه
در فوریه ۲۰۱۱ ژولیت جوآن باک در نوشتاری در مجله ووگ آمریکا اسما را «گل رز صحرا» نامید و او را تحسین کرد. اما نویسنده این مقاله، پس از گسترش جنگ، از نوشتن آن اظهار پشیمانی کرد.
در فوریه ۲۰۱۲ اسما در نخستین اظهارنظر عمومی خود را درباره جنگ داخلی سوریه با قربانیان خشونت همدردی کرد. او بار دیگر بر پشتیبانی از بشار اسد گفت: «رئیس‌جمهور، رئیس‌جمهور همه سوریه است، نه فقط یک گروه خاص از سوری‌ها، و من به عنوان بانوی اول از او در این نقش حمایت می‌کنم.»
در همان سال، انتشار ایمیل‌های خصوصی او درباره خرید کالاهای گران‌قیمت در روزنامه گاردین ضربه دیگری به وجهه عمومی او وارد کرد. اسما در مارس ۲۰۱۲ از سوی اتحادیه اروپا تحریم شد. با تداوم جنگ، اسما هدایت فعالیت‌های خیریه را بر عهده گرفت. او با خانواده‌های سربازان کشته‌شده دیدار کرد و به ریاست دبیرخانه توسعه سوریه رسید که یک سازمان مردم‌نهاد بزرگ و هماهنگ‌کننده عملیات‌های امدادی است.

## بیماری
خبرگزاری سوریه (سانا) در اوت ۲۰۱۸ به نقل از دفتر ریاست جمهوری سوریه اعلام کرد که اسما اسد به سرطان سینه مبتلا شده است. یک سال بعد او اعلام کرد که درمان شده است. دفتر ریاست جمهوری سوریه ۲۰ آذر ۱۴۰۳ اعلام کرد که او در حال درمان سرطان خون است.